# Im Weltraum gibt es keine Gefühle
Im Weltraum gibt es keine Gefühle (Original: I rymden finns inga känslor) ist ein schwedisches Komödien-Drama von Andreas Öhman aus dem Jahr 2010. In Deutschland kam der Film am 24. November 2011 in die Kinos.

## Handlung
Simon ist 18 Jahre alt und lebt bei seinen Eltern in einer schwedischen Kleinstadt. Er ist Asperger-Autist. Immer wieder versteckt er sich in einem alten Waschzuber, der an eine Mülltonne oder eine Weltraumkapsel erinnert. Er behauptet, dass er sich dann im Weltraum befände, wo es keine Gefühle gibt. Er bringt seine Eltern zur Verzweiflung, bis sie sich an ihren ältesten Sohn Sam wenden. Sie bitten ihn, sich doch künftig um Simon zu kümmern, da er noch den besten Zugang zu ihm hat. Fortan lebt Simon mit seinem Bruder und dessen Freundin Frida zusammen.
Simon versucht seinen Alltag nach strengen Regeln, Riten und Mustern zu organisieren. Er kleidet sich nur in bestimmten Farben, isst nur abgerundete Toastscheiben und rundes Gemüse, weil er keine eckigen Sachen mag und kann Berührung nicht ertragen. Damit geht er Frida zusehends auf die Nerven. Schließlich zieht Frida aus und beendet auch gleich ihre Beziehung zu Sam, da er seinen Bruder nicht vor die Tür setzen will.
Simon sieht die Ordnung in seinem Leben gestört und versucht Frida zur Rückkehr zu überreden. Als das nicht gelingt, macht Simon sich daran, eine neue Freundin für seinen Bruder zu finden. Mit einem akribisch ausgearbeiteten Fragenkatalog sucht er das perfekte Mädchen für Sam. Er muss aber feststellen, dass absolute Übereinstimmung der Interessen für Sam nicht anziehend ist, sondern er eher den Gegensatz sucht.
Also sucht Simon den Kontakt zu Jennifer, dem Mädchen mit der geringsten Übereinstimmung zu Sam. Jennifer zeigt sich amüsiert von Simons Verhalten, sodass sie nicht nur den Tag mit ihm verbringt, sondern ihn auch in ihre Wohnung einlädt. Immer wieder muss er Jennifer darauf hinweisen, dass er körperliche Berührung nicht ertragen kann.
Obwohl sein Verhalten manchmal skurril anmutet, behandelt sie Simon freundlich und erklärt ihm Dinge so, dass er sie verstehen kann. Nach einem gemeinsamen Spieleabend mit ihren Freundinnen schafft Simon es, ihr das Versprechen abzuringen, sich mit Sam zu treffen.
Sam, der den ganzen Tag verzweifelt nach Simon gesucht hat, ist davon aber überhaupt nicht begeistert. Es kommt zum Streit und Sam schreit seinen Bruder wutentbrannt an, er solle sich aus seinem Leben heraushalten. Das setzt Simon derart emotional zu, dass er sich wieder in seiner Raumkapsel versteckt, wo es keine Gefühle gibt.
Am nächsten Morgen macht Simon sich auf, die Sache wieder ins Lot zu bringen. Er bittet all seine Freunde um Hilfe. Sie entführen Sam und bringen ihn gegen seinen Willen zu einem romantischen Dinner mit Jennifer. Simon hat Wein, Blumen, Essen, Musik und Kerzen organisiert. Sam hat überhaupt keine Lust, zu etwas gezwungen zu werden. Jennifer dagegen ist absolut begeistert, was Simon sich alles hat einfallen lassen.
Nachdem Simon merkt, dass beide sich trotzdem nicht ineinander verlieben, läuft er wieder davon und versteckt sich in seiner kleinen Raumkapsel. Er kann nicht verstehen, dass Sam mit Jennifer nur befreundet sein will, und glaubt, sie würden sich nun nicht mehr sehen. Schließlich kommt Jennifer hinzu, öffnet die Raumkapsel und spricht mit Simon. Ohne dass es ihm bewusst wird, berührt sie dabei seine Hand. Als er es schließlich merkt, lässt er es dennoch weiter zu.
Als Jennifer ihm in die Augen schaut, lächelt er zum ersten Mal.

## Synchronisation
Für das Dialogbuch und die Dialogregie war Antonia Ganz im Auftrag der Interopa Film zuständig.
| Rolle         | Darsteller       | Deutscher Sprecher |
| ------------- | ---------------- | ------------------ |
| Simon         | Bill Skarsgård   | Patrick Baehr      |
| Sam           | Martin Wallström | Nico Sablik        |
| Jennifer      | Cecilia Forss    | Kaya Marie Möller  |
| Frida         | Sofie Hamilton   | Magdalena Turba    |
| Simons Mutter | Lotta Tejle      | Helga Sasse        |
| Simons Vater  | Ingmar Virta     | Lutz Schnell       |
| Klara         | Linda Skogh      | Shanti Chakraborty |
| Lisa          | Petra Nylander   | Julia Kaufmann     |
| Arbeitsleiter | Mats Qviström    | Michael Pan        |
| Fan mit Fahne |                  | Matthias Klages    |
| Nachbar #1    |                  | Matthias Klages    |
| TV-Mann       |                  | Matthias Klages    |

## Kritik
Im Weltraum gibt es keine Gefühle sei nicht nur die „charmanteste und sicherste schwedische Komödie“, die er seit langem gesehen hat, meinte Hynek Pallas in der schwedischen Tageszeitung Svenska Dagbladet, sie brilliere vor allen Dingen auch mit „solidem Handwerk“ und interessanten „grafischen Lösungen“. Er lobte auch insbesondere „das ideale Filmpaar“ Cecilia Forss und Bill Skarsgård, denn während er seine „präzisen Sätze wie bestellt abliefere“, könne sie als „chaotischer Wirbelwind“ überzeugen.
Man könne Im Weltraum gibt es keine Gefühle nicht nur dafür „applaudieren, dass man [das Asperger-Syndrom] in einer fröhlichen Komödie“ präsentiere, meinte Helena Lindblad in der schwedischen Tageszeitung Dagens Nyheter, man müsse nach diesem „weichherzigen und phantasievollen [Film] sogar feststellen, dass man es nicht hätte besser machen können“. Dies sei vor allen Dingen durch die ausgewählte Musik und den visuellen Stil, der sehr stark an Die Royal Tenenbaums erinnere, gelungen.
In schwedischen Boulevardzeitung Aftonbladet lobte Jan-Olov Andersson den „immer besser werdenden originellen Plot, der kein bisschen nach Low-Budget“ aussähe. Und noch bevor der „warme, lustige und emotionale“ Film vier Nominierungen beim schwedischen Filmpreis Guldbagge erhielt, prognostizierte Andersson, dass er einer der besten Kandidaten dafür sei.
Mats Bråstedt lobte in der schwedischen Boulevardzeitung Expressen, dass Andreas Öhman mit seinem Regiedebüt und „seinen geringen finanziellen Ressourcen einen fantasievollen Kosmos voller Frische“ präsentiere. Man könne sogar so weit gehen, dass er mit der Verfilmung seiner eigenen Kurzgeschichte eine Regieleistung abgeliefert hätte, die man mit Jean-Pierre Jeunet und Wes Anderson gleichsetzen könnte.

## Auszeichnungen
- Vier Nominierungen beim schwedischen Filmpreis Guldbagge (Bester Film, Bester Hauptdarsteller, Beste Nebendarstellerin, Bestes Drehbuch)
- Publikumspreis beim Palm Springs International Film Festival

## Veröffentlichung
Der Film hatte seinen schwedischen Kinostart am 3. September 2010 und startete in Deutschland, nachdem er bereits am 2. Oktober 2010 auf dem Filmfest Hamburg lief, am 24. November 2011 in den Kinos.